# KHC Leuven
Der Koninklijke Hockey Club Leuven ist ein 1929 gegründeter belgischer Hockey-Club aus Löwen. Der in weiß-blau-rot spielende Verein ist bei den Herren Mitglied in der Eredivisie, der ersten belgischen Hockey-Liga. Das Team erreichte überraschend in der Euro Hockey League 2008/2009 das Halbfinale, wo der KHC Leuven dem Uhlenhorster HC unterlag. Bei den Damen spielt der Club in der zweiten belgischen Liga. 2008 wurde der KHC bei den Herren zum ersten Mal belgischer Meister.

## Erfolge
| Europapokalbilanz Herren Feld |                    |        |       |            |
| Jahr                          | Wettbewerb         | Niveau | Platz | Ort        |
| 2000                          | Cup Winners Trophy | 2      | 1     | Brest      |
| 2009                          | Euro Hockey League | 1      | 4     | Rotterdam  |
| 2010                          | Euro Hockey League | 1      | VF    | Rotterdam  |
| 2016                          | Euro Hockey League | 1      | VF    | Amstelveen |

- Belgischer Feldhockeymeister der Herren: 2008
- Belgischer Feldhockeymeister der Herren: 1993, 1996, 1997, 1998, 1999